# Cedar Park (Texas)
Cedar Park ist eine Stadt im Williamson County im US-Bundesstaat Texas in den Vereinigten Staaten. Das U.S. Census Bureau hat bei der Volkszählung 2020 eine Einwohnerzahl von 77.595 ermittelt.

## Geographie
Die Stadt liegt am Cluck Creek und dem U.S. Highway 183, etwa 33 Kilometer nordwestlich von Austin, im Südwesten des Countys, im mittleren Südosten von Texas und hat eine Gesamtfläche von 44,3 km².

## Geschichte
Zu Beginn hießen die Ansiedlung und der Creek Running Brushy. 1871 unternahm George Cluck die Reise auf dem Chisholm Trail, begleitet von seiner Frau Harriet, der ersten Frau, die diese schwere Reise unternahm. 1873 kaufte Cluck dieses Land inklusive Running Bushy Spring und erbaute darauf die Cluck-Ranch, die sich zum Zentrum der Gemeinschaft herauskristallisierte. Das erste Postbüro wurde im Februar 1874 für Running Bushy eingerichtet und wurde acht Jahre lang durch Harriet Cluck betrieben.
1882 vollendete die Austin and Northwestern Railroad ihre Strecke von Austin nach Burnet, wobei sie das Land der Clucks durchquerte. In diesem Zusammenhang benannte die Eisenbahngesellschaft die Ansiedlung um in Brueggerhoff, nach dem Namen eines Partners der Gesellschaft. 1887 wurde der Name dann in Cedar Park umbenannt. Der Abbau von Kalkstein zum Bau von Gebäuden wurde in der Folgezeit bis 1970 der wichtigste Wirtschaftsfaktor, was durch die Nähe zu Austin begünstigt wurde. Durch die Nähe zu Austin wurde ab 1960 ein großer Teil des ehemaligen Farmlandes zu Bauland und der kleine Ort wuchs in den Jahren 1970 bis 1980 von 125 auf über 3000 Einwohner an. 1990 wurden 206 Gewerbebetriebe und 5161 Einwohner gemeldet. Im Jahr 2000 waren dies bereits 20.049 Einwohner und 862 Geschäfte.

## Wirtschaft
In Cedar Park ist das Raumfahrtunternehmen Firefly Aerospace ansässig.

## Sport
Seit der Saison 2009/10 beheimatet Cedar Park das Eishockeyteam Texas Stars, welches in der American Hockey League spielt. Ihre Heimspiele tragen die Texas Stars im 6.863 Zuschauer fassenden H-E-B Center (ehem. Cedar Park Center) aus.

## Demografische Daten
Nach der Volkszählung im Jahr 2000 lebten hier 26.049 Menschen in 8.621 Haushalten und 7.155 Familien. Die Bevölkerungsdichte betrug 592,7 Einwohner pro km2. Ethnisch betrachtet setzte sich die Bevölkerung zusammen aus 86,41 % weißer Bevölkerung, 3,32 % Afroamerikanern, 0,34 % amerikanischen Ureinwohnern, 2,61 % Asiaten, 0,06 % Bewohnern aus dem pazifischen Inselraum und 5,10 % aus anderen ethnischen Gruppen. Etwa 2,16 % waren gemischter Abstammung und 13,50 % der Bevölkerung waren spanischer oder lateinamerikanischer Abstammung.
Von den 8.621 Haushalten hatten 52,8 % Kinder unter 18 Jahre, die im Haushalt lebten. 70,3 % davon waren verheiratete, zusammenlebende Paare. 9,6 % waren allein erziehende Mütter und 17,0 % waren keine Familien. 12,5 % aller Haushalte waren Singlehaushalte und in 2,1 % lebten Menschen, die 65 Jahre oder älter waren. Die Durchschnittshaushaltsgröße betrug 3,00 und die durchschnittliche Größe einer Familie belief sich auf 3,29 Personen.
33,5 % der Bevölkerung waren unter 18 Jahre alt, 6,0 % von 18 bis 24, 40,3 % von 25 bis 44, 15,9 % von 45 bis 64, und 4,3 % die 65 Jahre oder älter waren. Das Durchschnittsalter war 31 Jahre. Auf 100 weibliche Personen aller Altersgruppen kamen 97,5 männliche Personen. Auf 100 Frauen im Alter von 18 Jahren und darüber kamen 94,7 Männer.

Das jährliche Durchschnittseinkommen eines Haushalts betrug 67.527 USD, das Durchschnittseinkommen einer Familie 70.587 USD. Männer hatten ein Durchschnittseinkommen von 49.657 USD gegenüber den Frauen mit 32.039 USD. Das Prokopfeinkommen betrug 24.767 USD. 4,1 % der Bevölkerung und 3,0 % der Familien lebten unterhalb der Armutsgrenze. Davon waren 6,2 % Kinder und Jugendliche unter 18 Jahren und 0,0 % waren 65 oder älter.

## Persönlichkeiten
- Malaika Rapolu (* 2003), Tennisspielerin